# クルクルくりん
『クルクルくりん』は、とり・みきによる日本の漫画作品。および、それを原作にしたテレビドラマ。サブタイトルとして『parallel girl』が付けられている。

## 概要
秋田書店の『週刊少年チャンピオン』に1983年から1984年にかけて連載。全69話。少年チャンピオンコミックス全6巻。なお、最終第6巻ではほぼ同時期「週刊少年チャンピオン増刊 ヤングチャンピオン」にて連載していた『すけこまくん』も収録。
1990年に徳間書店から全5巻で『すけこまくん』も収録する形で新装版が発売。
2005年には早川書房から文庫本サイズ・全3巻で再刊された。ここでは巻末で当時を振り返る描き下ろしマンガが付録されている。
『週刊少年チャンピオン』2009年32号では、創刊40周年記念企画として、「るんるんカンパニー」の登場人物たちと共演する「クルクルくりんfeat.るんるんカンパニー」が掲載された（2016年発売の短編集「メカ豆腐の復讐」にも掲載）。
後年の徳間書店から刊行された新装版での解説によると、とり・みきが「このままではいけない、メジャー作家になるんだ」と開き直り、ギャグではないシチュエーションコミックに挑戦した作品である。とり自身が作中に登場することに加え、多くのキャラが実在の人物をモデルとしており、内輪ネタ（楽屋オチ）が多数存在するほか、プロレスネタ、特に後半では原田知世ネタも多く見られ、さらには「濃い」パロディも沢山盛り込まれているため何気なく読んでいると気付かない・分からないネタも多く見られる。そのため『週刊少年チャンピオン』連載当時、よく読者から「元ネタが分からない」と指摘されていたこともあり、徳間書店の新装版ではオマケとして『すけこまくん』と併せてギャグの解説が加えられた。また、「クルクルくりんfeat.るんるんカンパニー」4ページ目での記述によると、コスプレマンガとしても人気があったとのこと。
また、今作品のタッチやカット・台詞等は同時期連載されていた江口寿史の『ストップ!!ひばりくん!』からの影響が見て取れる。

## ストーリー
主人公・東森くりんは幼いころ、不慮の事故から多重人格者となってしまう。それ以来、精神的ショックを受けると、別の人格が表れてしまうのであった。なぜかそれは小学生のころは表れなかったというが、中学校に入学初日、ふとしたことからくりんの中に眠っていた多重人格が目覚めてしまう。
その秘密を知ったクラスメート・松本イオは彼女を元の人格に戻すため、常に彼女のそばにいるようにするのだが、いつ別人格が表れるかも分からず、日々苦労するのであった。

## 主な登場人物
登場人物についての解説（モデルとなった人物など）は、単行本（少年チャンピオンコミックス版）でのおまけページによる作者のコメント、新装本（徳間書店版）でのギャグ解説ページに詳細な記述がある。

### 東森家
東森 くりん（ひがしもり くりん）
幼いころ、かつて父・玄太郎が勤めていた「とある大企業」のロボット研究所に遊びに来ていたある日、研究所で起こった爆発事故により、データ消失を恐れたホストコンピュータから多数の人格データを体内に転送されるという“被害”を被る。それ以降、精神的ショックを受けるたびに別の人格が表れるという多重人格者となる。
なぜか小学生のころは現れなかったというが、中学校入学式当日可愛さあまりにイオに連れ出され精神的に緊張が高まったその瞬間、再び多重人格が現れてしまう。ちょっとしたショックでも他の人格が表出してしまい元に戻すにはイオがキスする以外の方法は無い。
元々は父が完璧な女性ロボット（アンドロイド）を開発しようと、サンプルとなる人格データを採取するため100人以上にも上る女性たちのデータを研究所のコンピュータに収めたものの、研究所で事故が発生しその際コンピュータが全てのデータをくりんの脳内(深層心理)に転送してしまったため、くりんに多重人格が生まれることになった。しかも別の人格が表れたときには、その元データの人格のみならず身体能力・学習能力・知識などもその別人格のものが表れる。別人格が発現したときの擬音は「パキッ!」などであったが、ドラマに合わせて第45話と第49話の2回は「くるくるくり〜ん!」になっている。
背徳学園中等部1年2組→2年B組（作中中盤で進級）。なぜ1年では2組なのに2年ではB組なのかの説明はなされていない。
作者は当初、アリステア・マクリーンのもじり「有捨山くりん（ありすてやま くりん）」にしようと考えたが、担当からボツを食らったため、仕方なく「くりん」だけを残して再考していたところ、ふとクリント・イーストウッドから東森くりんを思いつく。
東森 玄太郎（ひがしもり げんたろう）
くりんの父。額に★の痣がある。かつて「とある大企業」のロボット研究所で産業用ロボットの研究に従事していたが、それでは飽き足らず、完璧な女性ロボットを作ろうと日々研究していた。
後に転職し、くりんの通う背徳学園中等部で理科の教師をしており、くりん達のクラスの理科担任でもある。
自宅は「東森研究所」を兼ねていて、研究室がある。アキタ・ボーケン号（後述）はここで誕生した。
ロリコンの気があり、研究室内にロリコン写真集を隠し持っている。加えて娘のレオタード姿に大量の涎を垂らしていた。
妻（くりんの母）は登場しないが、死別したのか離婚したのかは不明。現在は父娘の二人暮らし。
アキタ・ボーケン号
天才科学者の人格が現れた状態のくりんが開発した、人間型ロボット。くりんの脳内の人格データを移し替えるために作製したのだが、事故のため計画は頓挫。以後くりんの父の助手となる。
前作『るんるんカンパニー』に登場した教師・秋田冒険王（あきた ぼうけんおう）およびその双子の弟で精神科医・秋田まんが王（あきた まんがおう）と、外見・言動ともによく似ている。まんが王はクルクルくりんにも出演している。

### 松本家
松本イオ（まつもと イオ）
くりんのボーイフレンド。くりんの多重人格を覚醒させるきっかけを作ってしまった人物でもあり、くりんの秘密を知ってしまった以上、常にくりんが別人格に変身しないか見守る役目もくりんの父から仰せつかっている。イオがくりんにキスをすれば、くりんは元の人格に戻る。ただ、最後はとんでもない事態の犠牲者になってしまう。
イオ自体は松本伊代のもじりだが、当時から作者は「原田知世の大ファン」を公言しており彼女がモデルではない。元々作者は大のSFファン、とりわけ小松左京の大ファンであり、イオという名前も小松左京の個人事務所「io（イオ）」に因んでいるらしい。
松本 まみ（まつもと まみ）
イオの妹。小学生。少々言葉遣いが荒く、兄を見下している感がある。
変な夢を見て大声で寝言を言う兄を蹴り飛ばす初登場のシーンについては、最初のネームの段階では登場しておらず（イオが目を覚ますだけ）、まみについては後から設定されたものである。
ジュピター松本（ジュピターまつもと）
イオ、まみの父親。職業は現役のモデルで、「ジュピター松本」は芸名。本名は作中では明かされておらず不明。「イオ＝木星の第1衛星」の父親なので「ジュピター＝木星」とされた。
口髭を生やしている。いつも難しい顔をしており、私生活でも笑顔は見せないが、真面目な顔をしながら一発ギャグをかますことも（当然スベる）。
熱烈なプロレスファンでありIWGP決勝(連載当時行われた猪木・ホーガン戦)の感想を述べながら登場したり、歯を磨いているイオにオリエンタル・クロー(日系レスラーが多用した頸動脈へのクローホールド)を掛ける等、毎回プロレス技を炸裂させていた。
イオ、まみの母親
職業は夫と同じく、現役のファッションモデル。作中では名前は明かされていない。
ヌードモデルもこなすなど、仕事の幅は広い。

### 背徳学園関係者
麻衣（まい）
苗字は不明。イオの幼馴染。くりんとは恋のライバル。後にくりんの秘密を知ることとなる。
実は小学3年生のころから柔道部に所属しており、柔道は結構強い。
大原 まり（おおはら まり）
くりん、イオ、麻衣のクラスの担任教師。担当は国語。登場時25歳。「お尻が平らだ」と揶揄されることがあるが、モデルとなった大原まり子自身はそんなことはないらしい。
ジェームス吉田（ジェームスよしだ）
くりん達が通う中学校の校長先生。65歳。丸い眼鏡と口髭が特徴。また、校長でありながら、くりん達のクラスの英語の授業も受け持っている。
元々は『るんるんカンパニー』の執事役でデビューしたキャラ。『吉田さん危機一発』など、作者の別作品でも頻繁に登場している（『吉田さん…』でも、表向きは校長先生となっている）。
沖 浩（おき ひろし）
くりんたちのクラスの体育担任教師。独身。汗臭いシャツをずっと着ている（終いには臭いを嗅いで気分を悪くしている）。そんなシャツを洗ってくれた大原まりに惚れてしまう。
当時の『週刊少年チャンピオン』の担当者と同姓同名だが、モデルかどうかは不明。
ブチ子さん（ブチこさん）
くりんたちがヒーロー戦隊ものの演劇をやることになったとき、コスチュームのデザインを引き受けた、同じクラスの女子。一回きりの登場。メガネと三つ編みのお下げ姿だが、なぜか周りには蝿がたかっている。
モデルはとり・みきが公私とも付き合いの長い出渕裕。第40話の表紙の隅に小さく描かれたくりんは出渕が描いたものである。また、第40話 - 第48話においても背景のモブキャラを描いている。
鹿野くん（しかのくん）
ちんちくりんで背が低い。くりんに淡い恋心を抱いている。
モデルは、宇宙戦艦ヤマト2199でのSF考証や、かつて雑誌『ログイン』でも執筆していたことのある、サイエンスライターの鹿野司。
自宅のパソコンから東森家のコンピュータにハッキングし、くりんの多重人格の元となった女性データを抽出してしまうほど、コンピューターを扱う知識・能力は非常に高い。なぜか自宅の部屋にはブランコがある。
関くん（せきくん）
メガネをかけており、タラコ唇でシーガルヘアー。メガネをはずすと綺麗な目をしているが、タラコ唇なので、バランスが悪い。
モデルは当時徳間書店の編集者。
同級生A
くりんたちのクラスメートの男子。割とイケメンな顔をしている。よく出番があるが名前がなく、くりんも名前が言えず困っていた。
同級生B
くりんたちのクラスメートの女子。髪型はツインテール。彼女もよく出番があるが名前がなく、くりんも名前が言えず困っていた。

### その他
比浦探偵（ひうらたんてい）
スーツ姿でサングラスをかけ、常にタバコを咥えている。モデルは小説家の火浦功。
元々は産業スパイで、東森玄太郎の存在、また東森玄太郎が独自にロボットの研究をしていることを知っていた。ただ産業スパイだけでは食っていけないので、今では探偵が本職。事務所にはタキタ氏とオマエ氏という部下（男）が2人いる。ひょんなことから東森玄太郎を追いかけるようになり、ついにくりんの秘密を知ってしまう。それを飯の種にしようと企むが、上手くはいってない。
「ひがしもり くりん」が言えず、「ひがしもり おりん、ぽりん…アレ?」などと常に噛んでしまうので、部下たちに笑われている。
草刈由起（くさかり ゆき）
スケバン。素手でカミソリを持ち、相手の体を傷つけず服を切り裂くのが特技。ただ、スケバンキャラの性格が出たくりんにタイマン勝負を挑むも自身が服を切り裂かれてしまい、それ以降くりんを慕うようになる。
実家はそこそこの名家のようで、父親には「お父様」と呼ぶなど、家の中ではお嬢様している。制服のスカートも家ではたくし上げて、ヘアピンを付けている。
喫煙シーンがあるが、子分たち（後述）から「自主規制が…」とやんわり注意されると、「これ（煙）はエクトプラズムだ」と言い張った。
翻訳家の黒丸尚の妻がモデルらしい。
父親のモデルは漫画家のいしかわじゅん。
ねこみみじゅんさん
由起の子分。小柄なキャラ。耳がネコのように描かれている。マスクをしている。
モデルは漫画家のさえぐさじゅん。
もう一人の子分は、ゴツい体格でパンチパーマで目が細い。こちらもマスクをしている。
その他にも、実在人物がモデルとなったキャラクラーが多数、（主にモブキャラで）登場している。

## 単行本
少年チャンピオン・コミックス版。全6巻。
1. ISBN 4-253-04087-X
2. ISBN 4-253-04088-8
3. ISBN 4-253-04089-6
4. ISBN 4-253-04090-X
5. ISBN 4-253-04091-8
6. ISBN 4-253-04092-6

## テレビドラマ
テレビドラマは、1984年（昭和59年）4月27日から9月21日まで、フジテレビ系列で毎週金曜日19:00 - 19:30にて放送。ただし、同時間帯はローカルセールス枠のため、遅れネットやネットを行っていない系列局も存在する。全17話。VTR撮影。
とりは芸能人としての岩井小百合のキャラクターに対してよい印象を持っておらず、後年のエッセイにおいて「製作会社と打ち合わせをした際に『くりん役には岩井小百合タイプの子は起用しないでほしい』と申し伝えたにもかかわらず、なぜか岩井本人がキャスティングされてしまった」と述懐している。
原作の「アキタ・ボーケン号」の代わりに、小倉久寛演じる普通の人間ヤスダ助手がくりんの父の助手を務めるなど、オリジナルキャラクターが登場している。
最終話では、テレビドラマの製作元である東宝の映画作品『ゴジラの逆襲』の映像が流用された。

### スタッフ
- 原作：とり・みき
- 企画：重村一・清水賢治（フジテレビ）
- プロデューサー：上木則安・森田要（東宝）
- 脚本：今井詔二、ほか
- 音楽：風戸慎介
- 監督：安室修、ほか
- 制作著作：東宝、フジテレビ

### キャスト
- 東森くりん - 岩井小百合
- 松本イオ - 加藤晋太
- 麻衣 - 有森也実
- 東森玄太郎 - 宍戸錠
- ヤスダ助手 - 小倉久寛
- 校長先生 - 高田純次
- 探偵風の男 - ベンガル
- ナレーター - 山田康雄

### 主題歌
- オープニング：「ドキドキハートのバースデイ・パーティー」
- エンディング：「パラレル・ガール」

### サブタイトル
1. へんしんパニック
2. 天才くりんにキッスはダメよ!
3. キーン! くりんパワー全開
4. キス! キス? キスで全員死刑!?
5. なんデスかぁ? 恋人選びは玉手箱!!
6. 学園は新婚ムードでアツアツ!?
7. 先生だっておもわず抱きしめたい!?
8. シャッターチャンスはパンティ泥棒!?
9. 夏の夜のアトリエはイケナイ気分!?
10. ドキ! 吸血鬼はディスコがお好き
11. 不幸が最高 珍学園オリンピック
12. 消えたガンモとペチャパイ探偵!?
13. 神だのみラブレターはアミダでネ!?
14. こっそりやっちゃうババ抜き合戦
15. ビックリバナナに明日はない!?
16. 魔女っコ退治は太モモで勝負!?
17. ゴックン!? 復活ゴジラのラブレター

### 放送局
- フジテレビ（制作局）：金曜 19:00 - 19:30
- 北海道文化放送：土曜 18:00 - 18:30（1984年5月5日 - 6月30日） → 日曜 10:30 - 11:00（1984年7月8日 - 9月30日）[6]
- 仙台放送：金曜 19:00 - 19:30（1984年5月18日 - 9月21日に放送）[7]
- 新潟総合テレビ : 金曜 19:00 - 19:30[8]
- テレビ静岡 : 金曜 19:00 - 19:30[9]
- 関西テレビ：
土曜 18:00 - 18:30 （第1話 - 3話、1984年9月8日 - 9月29日[10][注釈 1]）
金曜 17:00 - 17:30 （第4話 - 9話、1984年10月5日 - 11月16日[10][注釈 2]）
1984年12月7日・12月14日（金曜）：16:00 - 17:30（第10話 - 15話）[10][注釈 3]
1984年12月24日（月曜）：16:00 - 17:00（第16話 - 17話）[10][注釈 4]
- テレビ西日本 : 金曜 19:00 - 19:30[13]
- サガテレビ : 金曜 19:00 - 19:30[13]

| フジテレビ 金曜日19:00 - 19:30    | フジテレビ 金曜日19:00 - 19:30             | フジテレビ 金曜日19:00 - 19:30                                                      |
| 前番組                            | 番組名                                     | 次番組                                                                              |
| --------------------------------- | ------------------------------------------ | ----------------------------------------------------------------------------------- |
| みゆき （1984年2月3日 - 4月13日） | クルクルくりん （1984年4月27日 - 9月21日） | 小川宏のなんでもカンでも! （1984年10月15日 - 1985年3月29日） 【30分繰り上げて継続】 |